# Caviahue (Neuquén)
Caviahue es una localidad argentina ubicada en el departamento Ñorquín de la provincia del Neuquén; es sede de la comuna de Caviahue-Copahue.
Se encuentra sobre la ruta provincial 26, a orillas del lago Caviahue. Las tormentas de nieve son muy importantes en esta localidad del oeste neuquino, el clima es frío y severo, en especial en el invierno.

## Historia
El pueblo de Caviahue fue fundado el 8 de abril de 1986 por el gobernador Felipe Sapag, como parte de un plan de desarrollo para fomentar el poblamiento y desarrollo del turismo en la zona de Caviahue y Copahue. A diferencia de Copahue que se definió no crezca por encima de su perímetro ya desarrollado y solo puede ser accedida en una época del año, se pensó Caviahue para el crecimiento de la oferta de servicios y absorber la demanda que no encontrase lugar en Copahue, aprovechando su ubicación a menor altura que posibilita un mejor acceso y desarrollo de infraestructura. Es un centro turístico que focaliza el esquí en invierno y las termas en verano.

## Población
Cuenta con 607 habitantes (Indec, 2010), lo que representa un incremento del 55,6% frente a los 390 habitantes (Indec, 2001) del censo anterior.
| Gráfica de evolución demográfica de Caviahue entre 1991 y 2010 |
|                                                                |
| Fuente: Censos nacionales del INDEC                            |